# Eutrochium
Eutrochium je rod  glavočika iz podtribusa Eupatoriinae, dio tribusa Eupatorieae.

## Opis
Eutrochium uključuje pet vrsta koje su široko rasprostranjene u srednjoj i istočnoj Sjevernoj Americi. Lako se prepoznaje po zeljastom habitusu, kovrčavim listovima stabljike i obično čunjastom cvatu. Članovi roda kolokvijalno su poznati kao “Joe-Pye-Weeds”, ime čije je podrijetlo dvosmisleno, navodno se odnosi na njegovu upotrebu od strane Indijanaca u biljnoj medicini. U mnogim obradama, vrste Eutrochium uključene su u Eupatorium, ali dva roda kako su ovdje opisana lako se razlikuju jedan od drugoga, a nisu zabilježeni nikakvi hibridi između ova dva roda.

## Vrste
1. Eutrochium dubium (Willd. ex Poir.) E.E.Lamont
2. Eutrochium fistulosum (Barratt) E.E.Lamont
3. Eutrochium maculatum (L.) E.E.Lamont
4. Eutrochium purpureum (L.) E.E.Lamont
5. Eutrochium steelei (E.E.Lamont) E.E.Lamont